# Schwerer kombinierter Immundefekt
Schwerer kombinierter Immundefekt (SCID), von englisch Severe Combined ImmunoDeficiency, ist eine Sammelbezeichnung für Krankheiten oder ein Syndrom, die als Gemeinsamkeit eine angeborene schwere Störung des Immunsystems aufweisen. Typisch ist für alle SCID-Formen eine Fehlfunktion oder ein Mangel an T-Lymphozyten. Damit ist eine Störung der zellulären Immunantwort bei allen SCID-Formen bedingt. Je nach SCID-Form ist auch die Funktion oder Anzahl von B-Lymphozyten und NK-Zellen fehlerhaft. Dementsprechend kann auch die humorale Immunität (Antikörper-gestützte Abwehr) beeinträchtigt sein. Ursache für die einzelnen SCID-Formen sind angeborene Defekte oder Störungen von Genen. Die Erkrankungen manifestieren sich durch wiederholte schwere Infektionen mit „ungewöhnlichen“ Erregern und Entwicklungsverzögerung bereits im Säuglings- und Kleinkindesalter. Unbehandelt verlaufen SCID-Erkrankungen in aller Regel binnen weniger Monate bis bestenfalls Jahre tödlich. Die symptomatische Behandlung besteht in der Isolierung des Patienten vor Erregern von Infektionskrankheiten. Die gegenwärtig einzig heilende Behandlung ist die allogene Blutstammzelltransplantation (Übertragung von blutbildenden Stammzellen von einer anderen Person). Neuere Therapieverfahren auf Basis der Gentherapie versuchen die unterschiedlichen Gendefekte durch Einbringung eines „gesunden“ Gens zu korrigieren. Diese Verfahren befinden sich allerdings noch im Versuchsstadium. Ihre ersten Anwendungen am Menschen bei einer bestimmten SCID-Form haben erfolgreich den zugrunde liegenden Gendefekt korrigiert. Als sehr schwere Nebenwirkung wurde auch die Entstehung von akuten Leukämien durch das eingeschleuste Gen beobachtet, so dass gegenwärtig keine weiteren Anwendungen am Menschen stattfinden.

## Ursachen
Die verschiedenen Formen der SCID werden durch angeborene Defekte in Genen verursacht. Je nach SCID-Form sind einzelne unterschiedliche Gene betroffen; es können aber auch mehrere Gene gleichzeitig betroffen sein. Die betroffenen Gene sind:
Zytokin-Rezeptorgene
Interleukin-2-Rezeptor gamma-Kette Gen (IL-2R-γ; CD132) – X-SCID
JAK3-Gen
Interleukin-7-Rezeptor alpha Gen (IL-7R-α; CD127)
Antigen-Rezeptorgene
Recombination activating gene 1 Gen (RAG1)
Recombination activating gene 2 Gen (RAG2)
Artemis-Gen – RS-SCID
CD3delta-Gen (CD3δ)
CD3epsilon-Gen (CD3ε)
Andere Gene
Adenosin-Desaminase-Gen (ADA)
CD45-Gen

## Formen der SCID (Klassifikation)
Entsprechend der genetischen Ursache und der resultierenden Störungen des Immunsystems werden die einzelnen SCID-Formen benannt.
| SCID-Form | SCID-Form                     | SCID-Form | Genetik           | Genetik       | Genetik        | Immunologische Funktionen | Immunologische Funktionen | Immunologische Funktionen |
| Bezeichnung | Abkürzung                     | OMIM-Code | Betroffenes Gen   | Chromosom     | Vererbungsgang | T-Zellen                  | B-Zellen                  | NK-Zellen                 |
| --- | ----------------------------- | --------- | ----------------- | ------------- | -------------- | ------------------------- | ------------------------- | ------------------------- |
| X-chromosomaler SCID | X-SCID                        | #300400   | IL-2R γ-Kette     | Xq13          | XR             | fehlen                    | vorhanden                 | fehlen                    |
| SCID mit Empfindlichkeit gegen ionisierende Strahlung; SCID, Athabasca-Typ                                                                | RS-SCID SCIDA                 | #602450   | DCLRE1c (Artemis) | 10p           | AR             | fehlen                    | fehlen                    | vorhanden                 |
| SCID infolge Mangels an Adenosin-Desaminase                                                                                               | ADA-SCID                      | #102700   | ADA               | 20q13.11      | AR (SM)        | fehlen                    | fehlen                    | fehlen                    |
| SCID mit RAG1-Mutation | RAG1-SCID                     | #601457   | RAG1              | 11p13         | AR             | fehlen                    | fehlen                    | vorhanden                 |
| SCID mit RAG2-Mutation | RAG2-SCID                     | #601457   | RAG2              | 11p13         | AR             | fehlen                    | fehlen                    | vorhanden                 |
| SCID mit JAK3-Mutation | JAK3-SCID                     | #600802   | JAK3              | 11q23;5p13    | AR             | fehlen                    | vorhanden                 | fehlen                    |
| SCID mit IL7R-Mutation | IL-7R                         | #608971   | IL-7R             | 5p13          | AR             | fehlen                    | vorhanden                 | vorhanden                 |
| SCID mit CD45-Mutation | CD45                          | #608971   | CD45              | 1q31-q32      | AR             | fehlen                    | vorhanden                 | vorhanden                 |
| SCID mit CD3δ-Mutation | CD3δ                          | #608971   | CD3δ              | 11q23         | AR             | fehlen                    | vorhanden                 | vorhanden                 |
| SCID mit CD3ε-Mutation | CD3ε                          | #608971   | CD3ε              | 11q23         | AR             | fehlen                    | vorhanden                 | vorhanden                 |
| SCID mit Purinnukleosid- phosphorylase-Mangel (PNP-Mangel)                                                                                | PNP-SCID                      | #613179   | PNP-Mutation      | 14q13.1       | AR             | defekt oder fehlen        | variabel defekt           | vorhanden                 |
| Retikuläre Dysgenesie SCID mit Leukopenie                                                                                                 | Reticular Dysgenesis SCID     | #267500   | AK2               | 1p35.1        | AR             | vorhanden                 | vorhanden                 | vorhanden                 |
| SCID durch DNA-PKcs-Mangel | DNA-PKcs deficiency SCID      | #615966   | PRKDC             | 8q11.21       | AR             | CD8+ vorhanden            | fehlen                    | fehlen                    |
| SCID durch CARD11-Mangel | SCID due to CARD11 deficiency | #615206   | CARD11            | 7p22.2        | AR             | vorhanden                 | vorhanden                 | fehlen                    |
| Omenn-Syndrom | SCID mit Hypereosinophilie    | #603554   | DCLRE1C / RAG 1/2 | 10p13 / 11p12 | AR             | vorhanden                 | fehlen                    | fehlen                    |
| Erläuterungen: AR: autosomal-rezissiv; AD: autosomal-dominant; XR: X-chromosomal-rezessiv; SM: somatisches Mosaik; GI: genomic imprinting |                               |           |                   |               |                |                           |                           |                           |

Ferner finden sich in der medizinischen Datenbank Orphanet
- SCID durch CD70-Mangel, Synonym: Immundefekt, kombinierter schwerer, durch CD70-Mangel[3]
- SCID durch CTPS1-Mangel[4]
- SCID durch DOCK8-Mangel[5]
- SCID durch FOXN1-Mangel[6]
- SCID durch IKK2-Mangel[7]
- SCID durch LAT-Mangel[8]
- MIA-SCID[9]
- Achondroplasie-SCID-Syndrom, Synonym: SLSD WITH SCID[10]
- SCID durch CORO1A-Mangel[11]
- SCIDX1[12]
- SCID durch LCK-Mangel, Synonym: SCID durch Leukozyten-spezifischen Protein-Tyrosin-Kinase-Mangel[13]

## Epidemiologie (Häufigkeit und Vorkommen)
Die Häufigkeit von SCID wird auf 1:50.000 bis 1:100.000 Neugeborene geschätzt.

## Klinik und Symptome
Die große Mehrheit der SCID-Formen macht sich über Symptome bereits im Säuglings- und Kleinkindesalter bemerkbar. Ein Auftreten im Kindes-, Jugend- oder Erwachsenenalter ist sehr selten. Typische Symptome aller SCID-Formen sind
- Gedeihstörungen im Sinne von Entwicklungs- und Wachstumsverzögerung
- Rezidivierende (immer wiederkehrende) Infektionen, insbesondere Lungenentzündungen
- Chronische Durchfälle (Diarrhöen)

## Diagnose
Die Diagnose des SCID wird bei klinischem Verdacht mittels der Immunphänotypisierung (meist in Form der Durchflusszytometrie) gestellt. Hierbei werden mittels fluoreszenz-markierter Antikörper die Anwesenheit von bestimmten Proteinen auf weißen Blutkörperchen (Leukozyten) nachgewiesen oder deren Fehlen bzw. verminderte Anwesenheit (Expression) wird bestätigt. Ein Fehlen einer CD3-Expression auf Leukozyten spricht sehr stark für das Fehlen von T-Lymphozyten und somit für das Vorliegen eines SCID. Eine weitere Eingrenzung der SCID-Form kann durch Untersuchung der B-Lymphozyten (Proteinmarker: CD19 oder CD20) und NK-Zellen (Proteinmarker: CD56) mit Hilfe der gleichen Methode nachgewiesen werden.
Der genaue Typ eines SCID kann nur über molekulargenetische Untersuchungen mit Nachweis von definierenden Mutationen erfolgen.
Differentialdiagnose
Von SCID-Formen sind abzugrenzen
- T-Lymphopenien durch äußere Faktoren (Strahlentherapie, vor allem Chemotherapie)
- Kombinierte variable Immundefekte (combined variable immunodefiencies)
- HIV-Infektionen
- Mendelsche Anfälligkeit für Erkrankungen durch Mykobakterien

## Therapie

### Symptomatische Therapie

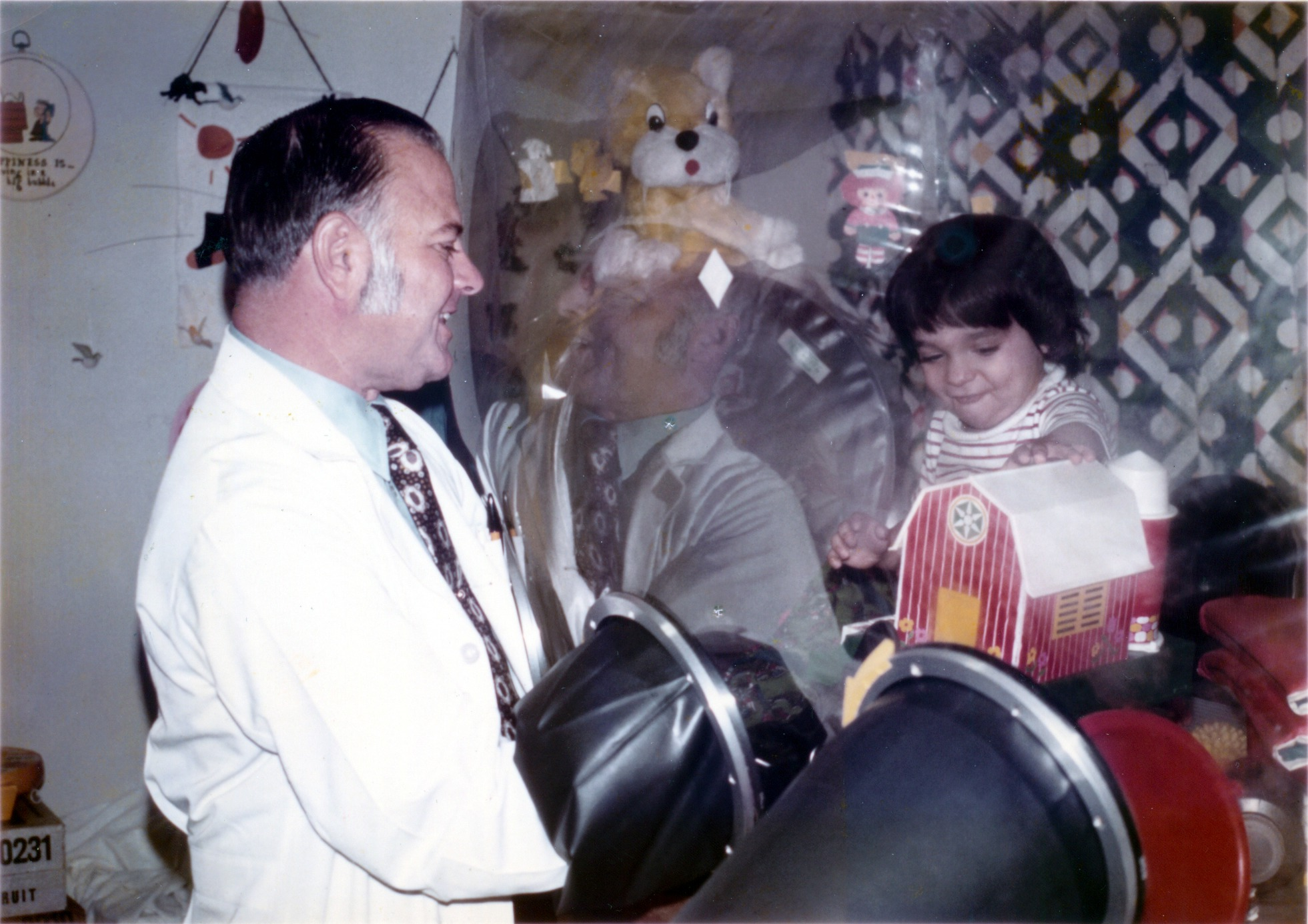
David Vetter, Junge mit SCID in seiner Bubble

Eine symptomatische Therapie besteht aus der Minimierung der Exposition gegenüber Infektionserregern durch Umkehrisolierung. Bei strenger Anwendung wurden Säuglinge und Kinder in sterilen Plastikzelten isoliert (sog. bubble babies). Weiterhin werden Infektionen mit Antibiotika (bei Bakterien), Antimykotika (bei Pilzen) und Virustatika (bei Viren) bekämpft. Beachtenswert ist, dass bei Immungesunden unkompliziert verlaufende Infektionen (beispielsweise Rotavirus-Gastroenteritis) bei SCID-Patienten schwere Verläufe nehmen können. Bei Antikörper-Mangel (vor allem IgG) können auch Immunglobuline substituiert werden.

### Kurative (heilende) Therapie
Die gegenwärtig einzig gut erprobte kurative Therapie ist die allogene (Spender ungleich Patient) Blutstammzelltransplantation. Diese kann entweder als Transplantation peripherer blutbildender Stammzellen oder als Knochenmarktransplantation vorgenommen werden. Auch die Transplantation von allogenem Nabelschnurblut samt darin enthaltenen blutbildenden Stammzellen ist möglich.
Neben der allogenen Blutstammzelltransplantation werden erste Ansätze der Gentherapie eingesetzt. Hierbei werden durch Transport mittels viraler Vektoren (Überträger) gesunde Versionen der mutierten Gene in die Zellen des Immunsystems eingeschleust. Zunächst wurden sehr schweren Nebenwirkungen durch die Entwicklung von akuten Leukämien bei mehreren Patienten durch die viralen Überträger beobachtet. Diese wurde verursacht durch den Einbau des zu übertragenden Gens an genetischen Loci, die dadurch zu Onkogenen wurden. Für ADA-SCID ist seit 2016 ein Gentherapeutikum zugelassen. Näheres siehe Gentherapie von SCID.

## Prognose
Unbehandelt verlaufen die allermeisten SCID-Formen tödlich. Unter symptomatischer Behandlung gelingt zwar eine Lebensverlängerung; eine dauerhafte Vereitelung von Infektionen ist aber auch bei striktester Anwendung von Isolierungsmaßnahmen und Infektionsbehandlung bzw. -prophylaxe nicht möglich.
Eine Blutstammzelltransplantation verhilft den meisten SCID-Formen zu einer dauerhaften Heilung. Infolge der damit verbundenen sehr intensiven Behandlung (Chemotherapie ± Ganzkörperbestrahlung zur Zerstörung des defekten Immunsystems) kann es zu Folgeerkrankungen einschließlich bösartiger Erkrankungen kommen. Die Häufigkeit dieser Erkrankungen ist auf lange Sicht noch nicht zureichend sicher bekannt, da die Nachbeobachtungszeiten bei Blutstammzelltransplantationen bei SCID-Patienten noch nicht mehrere Jahrzehnte betragen.